# AVROTROS

Aktuelles Logo

AVROTROS ist eine niederländische Rundfunkgesellschaft und Teil des öffentlich-rechtlichen Nederlandse Publieke Omroep (NPO). Sie ist 2014 durch die Fusion der beiden Rundfunkveranstalter AVRO und TROS entstanden. Der Name wird seit dem 1. Januar 2014 für gemeinsame Ausstrahlungen verwendet; seit dem 7. September 2014 werden alle Sendungen unter dem Namen AVROTROS mit entsprechendem Logo gesendet. Der Slogan lautet seit 2020 „De omroep voor ons“ (deutsch: Die Rundfunkgesellschaft für uns).

## Geschichte
Die Entstehung von AVROTROS war Teil eines größeren Umbruchs im System des öffentlich-rechtlichen Rundfunks der Niederlande. Dieser besteht, anders als z. B. die deutsche ARD, nicht aus regionalen Rundfunkanstalten mit einem bestimmten Sendegebiet. Stattdessen können die Hörer und Zuschauer nach eigener Wahl Mitglied einer der öffentlich-rechtlichen Rundfunkvereinigungen werden, die zusammen den NPO bilden und Beiträge zu dessen gemeinsamen Hörfunk- und Fernsehprogrammen liefern. Aufgrund der Verzuiling („Versäulung“) der niederländischen Gesellschaft hing diese Mitgliedschaft bis in die 1960er-Jahre in der Regel von den religiösen oder politisch-weltanschaulichen Ansichten ab.
In diesem System sprach die 1923 gegründete AVRO (die älteste Rundfunkgesellschaft der Niederlande) das liberale bzw. „allgemeine“ Publikum an, das keiner der konfessionellen und auch nicht der sozialistischen „Säule“ angehörte. Im Gegensatz zu den traditionellen Verbänden setzte die 1964 gegründete TROS (Televisie en Radio Omroep Stichting) auf ein reines Unterhaltungsprogramm nach amerikanischem Vorbild. Trotzdem war auch TROS nicht als Privatsender, sondern als mitgliederbasierte Vereinigung innerhalb des öffentlich-rechtlichen Rundfunksystems organisiert.
Die Mitgliedsverbände des NPO litten unter einem deutlichen Mitgliederschwund, beispielsweise verloren AVRO und TROS in den letzten fünf Jahren vor ihrer Fusion zusammen fast 200.000 Mitglieder. Deshalb kam es in den 2010er-Jahren zu mehreren Fusionen von Rundfunkorganisationen. Nach dem Zusammenschluss sank die Mitgliederzahl von AVROTROS jedoch weiter: von 686.439 im Gründungsjahr 2014 auf rund 400.000 im Jahr 2019.
Die AVRO war von 2000 bis zum 31. Dezember 2013 im Gebäude des AKN (Verband der AVRO, KRO und NCRV) in Hilversum untergebracht. Die TROS sendete seit 1970 aus dem ehemaligen Christelijk Lyceum, ebenfalls in Hilversum. Am 20. Juni 2012 wurde bekannt gegeben, dass beide Rundfunkveranstalter nach der Fusion in das ehemalige Gebäude des Nederland Wereldomroep ziehen sollen. Der Umzug erfolgte nach Umbaumaßnahmen am 1. Januar 2014. Zudem wurde 2014 auch der heute Vondel CS genannte Vondelparkpaviljoen (im Amsterdamer Vondelpark) in Betrieb genommen, um von dort mit dem Amsterdamer Stadtsender AT5 zu produzieren.